# Resolution 141 des UN-Sicherheitsrates
Die Resolution 141 des UN-Sicherheitsrates vom 5. Juli 1960 empfiehlt der UN-Generalversammlung, dem Antrag des am 1. Juli desselben Jahres unabhängig gewordenen ostafrikanischen Staates Somalia auf Mitgliedschaft in den Vereinten Nationen zuzustimmen.

## Hintergrund
Obwohl Italienisch-Somaliland rechtlich eine italienische Kolonie war, wurde auf der Potsdamer Konferenz 1945 entschieden, es nicht an Italien zurückzugeben. Stattdessen wurde es 1949 von der UN-Generalversammlung zum Treuhandgebiet unter italienischer Verwaltung gemacht (1950–1960). Die Somalische Jugendliga (SYL), die die sofortige Unabhängigkeit anstrebte, widersetzte sich erfolglos diesem Entscheid. In dem letzten Jahrzehnt vor der Unabhängigkeit konnten durch UN-Entwicklungshilfe deutliche Fortschritte, etwa im somalischen Bildungssystem, erzielt werden. Zum Andenken an diese Unterstützung ist die Flagge Somalias derjenigen der Vereinten Nationen nachempfunden.
Es gab innerhalb der Somali-Bevölkerung Bestrebungen, die Teilung ihres Gebietes aufzuheben und alle Somali in einem Staat (Groß-Somalia) zu einen. Auch die SYL unterstützte dieses Ziel. So wurden Britisch-Somaliland und Italienisch-Somaliland am 1. Juli 1960 gemeinsam als Somalia unabhängig. Der neue Staat schrieb das Streben nach der Vereinigung aller Somali-Gebiete in seiner Verfassung fest.

## Inhalt
Die Resolution lautet wie folgt (nicht offizielle Übersetzung):
Der Sicherheitsrat
empfiehlt der Generalversammlung, nach Prüfung des Antrags der Republik Somalia auf Aufnahme in die Vereinten Nationen[1], Somalia die Mitgliedschaft in den Vereinten Nationen zu genehmigen.
[1] Official Records of the Security Council, Fifteenth Year, Supplement for July, August, and September 1960, document S/4360.
Die Resolution wurde auf der 871. Sitzung des Sicherheitsrates einstimmig verabschiedet.

## Beitritt
Somalia trat den Vereinten Nationen am 20. September 1960 bei.